# Jens Nørregård (maler)
 For alternative betydninger, se Jens Nørregård. (Se også artikler, som begynder med Jens Nørregård)
Jens Nørregård (24. februar 1946 – 23. juni 1990 i Middelfart) var en dansk maler.

## Ekstern henvisning
- Jens Nørregård på Kunstindeks Danmark/Weilbachs Kunstnerleksikon